# ساموئل ویمز
ساموئل ویمز (به انگلیسی: Samuel Weems) (زاده ۱۲ دسامبر ۱۹۳۶ – درگذشته ۲۵ ژانویه ۲۰۰۳) حقوقدان و نویسنده آمریکایی است. او نویسنده کتاب ارمنستان: رازهای یک دولت تروریست مسیحی است. وی یک فعالیت زیادی در نفی کشتار ارامنه داشت. در سال‌های پایانی زندگی، او بارها به فساد مالی متهم شد.